# Norops haguei
Norops haguei este o specie de șopârle din genul Norops, familia Polychrotidae, descrisă de Stuart în anul 1942. Conform Catalogue of Life specia Norops haguei nu are subspecii cunoscute.